# 袁大晉
袁大晉（1903年8月10日—2003年），廣東省豐順縣人，於臺灣戰後時期奉臺灣省政府令出任最後一任官派宜蘭市市長，1952年卸任後為宜蘭律師公會創會會員、律師，執業達40年。

## 生平
袁大晉祖籍廣東省豐順縣，1903年8月在泰國曼谷出生，自上海法政大學畢業後協辦《南報》，而後任職於廣東省政府秘書室。1946年10月赴臺前往宜蘭處理戰後接收工作。1947年6月21日，奉臺灣省主席魏道明派任為宜蘭市市長，任內用心保存千餘件文獻資料，為戰後初期的宜蘭市之城市風貌、人文景觀和政經文教保存珍貴史料記錄。於1952年1月卸任，爾後執業律師40年。1965年參與成立宜蘭律師公會，嗣任常務理事。2003年，以101歲高齡辭世。2006年9月30日至12月31日，於宜蘭縣史館一樓專題展區舉辦「閱讀宜蘭典藏一甲子─袁大晉先生資料展」，2007年4月10日至5月6日，借展於宜蘭市立圖書館，由行政院文化建設委員會、宜蘭縣史館指導、贊助。

## 家庭
袁大晉與妻子莫若恆育有三子四女，分別為長子袁宗南、次子袁宗榮、三子袁宗銘以及長女袁宗瑩、次女袁宗嫻、三女袁宗蕙、四女袁宗蓓，2010年3月15日，袁宗蕙偕其夫婿魏稽生將父親袁大晉的生平大事紀要、往來信函、照片及收藏圖書等資料共3箱致贈予國史館典藏。